# Ferrari 286 SP
La 286 SP è un'autovettura da competizione prodotta dalla Ferrari nel 1962 in un solo esemplare.

## Il contesto
Il modello faceva parte della serie, lanciata dalla Ferrari nel 1962, di vetture da gara che erano caratterizzate dall'avere il motore posizionato posteriormente. Progettati da Carlo Chiti, questi modelli furono la 196 SP, la 248 SP, la 268 SP e, appunto, la “286 SP”. Questo risultato fu ottenuto grazie agli investimenti fatti dalla Ferrari l'anno precedente, che portò alla progettazione di vetture con tale caratteristica.
Rispetto alla 246 SP, la “286 SP” era notevolmente più bassa per uniformarsi ai nuovi regolamenti della FIA. Questi ultimi obbligarono la Ferrari a progettare una vettura con parabrezza e parte posteriore meno alti, cosicché il modello era somigliante, anche nella linea della carrozzeria, alla 196 SP.
Il motore montato sul modello, a differenza di quello installato sulla “246 SP”, non era un cosiddetto “Dino”, cioè non faceva parte della categoria di propulsori progettati da Dino Ferrari. Infatti, aveva l'angolo tra le bancate dei cilindro di 60° e non di 65°, come nei propulsori della categoria menzionata. Il progetto del motore però non fu sviluppato ulteriormente per l'avvento dei motori V8.
La sigla numerica nel nome del modello richiamava la cilindrata totale del motore, che era di circa 2860 cm³.

## Caratteristiche tecniche
Il motore era un V6 a 60° posteriore e longitudinale. L'alesaggio e la corsa erano rispettivamente di 90 mm e 75 mm, che portavano la cilindrata totale a 2862,78 cm³. Il rapporto di compressione era di 9,5:1. La potenza massima erogata dal propulsore era di 260 CV a 6800 giri al minuto.
La distribuzione era formata da un singolo albero a camme in testa che comandava due valvole per cilindro. L'alimentazione era assicurata da tre carburatori di marca Weber e modello 42 DCN. L'accensione era singola e il relativo impianto comprendeva uno spinterogeno. La lubrificazione era a carter secco, mentre la frizione era multidisco.
Le sospensioni erano indipendenti con quadrilateri trasversali, molle elicoidali e ammortizzatori telescopici. Quelle anteriori avevano installato una barra stabilizzatrice. I freni erano a disco, mentre la trasmissione era formata da un cambio a cinque rapporti più la retromarcia. Lo sterzo era a pignone e cremagliera.
Il telaio era tubolare in acciaio, mentre la carrozzeria era spider a due posti.